# 中島重
中島 重（なかじま しげる、1888年（明治21年）5月3日 - 1946年（昭和21年）5月29日）は、日本の法学者、社会学者、キリスト教思想家。
法学上の専門は憲法学（美濃部達吉門下）で、社会学上の専門は国家論。元同志社大学および関西学院大学の教授。
日本の政治学及び社会学に多元的国家論をもたらし、また当時のキリスト教思想に対して賀川豊彦と共に社会的基督教の論を唱えた一人として知られる。

## 人物
1888年、岡山県上房郡松山村広瀬（現在の高梁市松山字新田。備中広瀬駅付近）の、大高檀紙製造家を祖に持つ柳井重宜の三男として生まれる。
三男という立場から父の弟（叔父）の養子先にして獣医家であった中島家へと養子に出された。柳井家および中島家は自家の仕事上、西洋の知識を学び文明開化を促進させたいという立場にあったため、当時に高梁周辺に伝播していたキリスト教を受容する方針をとっており、重もまた高梁基督教会堂へ英語などの西洋知識を学ぶため幼少期より同教会の日曜学校に通った。
1907年に高梁中学校（現・岡山県立高梁高校）を卒業し、第六高等学校に進学。若きにおいては内田百閒らと交友し自家がとる西洋思想に対する傾きへの反発から高山樗牛の日本主義に心酔するも、その後、高山の極端な幾度にもわたる思想変節を目の当たりにして回心し、第六高等学校在籍時の1910年に22歳で高梁基督教会堂にて当時の高梁教会担当牧師であった溝口貞五郎によって受洗する。のち東京帝国大学法科に学び、美濃部達吉および吉野作造に師事。吉野との関わりから本郷教会に出入りするようになり、当時同教会で牧師を務めていた海老名弾正の元に信仰を深める。
1916年帝大法科卒。海老名の薦めにより同志社大学に法学部教授として就職。1922年に『多元的国家論』を著し、1925年に同校へ講演に訪れた賀川豊彦と知己を得る。賀川と共に貧困問題に取り組む中、社会運動主義の限界に行き当たった両者は精神運動へと舵を切り替え「神の国運動」へと至る。賀川はこれを宗教者による救霊運動として展開したが、一方の中島はこれを学者・学生による学究および民生向上のための啓発運動として展開した。のち中島は、この運動を自身の提する社会的基督教主義に発展させ、同志社において機関誌『社会的基督教』を発刊。同志社の学生キリスト教運動（SCM）を指導し大きな影響を与えたとされる。
だが、1928年に同志社有終館よりの失火騒動をきっかけに、当時の同志社上層部における学校運営の不正疑惑が発覚して同志社騒動が巻き起こり、当時、同志社の総長であった海老名が事件に対する理事会との対立により辞任に追い込まれる事態が発生する。中島は恩師である海老名の擁護のために同学派の教授および学生と共に理事会への抗議運動に立つも、それを原因として1929年に同志社理事会および連合教授会より強制罷免（解職）されるに至る。
中島の解職において彼を慕う学生たちの悲しみは著しく、彼らは同志社内に「同志社の熱愛者であり、正義の戦士であり、法学部の宝である中島重教授の辞職に我が実行委員会は絶対に反対である。吾々はこの度の戦の門出に一人の犠牲者も出さないことを誓った。いまや校祖新島襄先生の像の前で誓った誓いを死守し実現せねばならぬ時が来た」という檄文書を配布して学内世論に訴え、また別の学生の一派も法学部の一部の教授陣と共に「（中島）教授の講義は、私どもにとって真理に向かっての真の誘導であり、鞭撻であり、鼓舞でありました。私共は時間ごとに真理の聖火によって燃えている人を、目のあたりにみることができるのであります 」との声明を出して中島の解職を止めさせようとした。しかし理事会および連合教授会は、その意思を翻すことなく、むしろ学生たちの声の高まりゆえに、中島は「（同志社）大学の秩序を妨げるもの」という不名誉なレッテルとともに同志社を追われた。
同志社を去った後、中島は賀川の薦めで1930年4月より関西学院（のちの関西学院大学）に教授として招かれ、同学で社会的基督教の運動に取り組む。そして竹内愛二をはじめとする同志社および関西学院の教員たちを中心とした志を同じくする者たちと共に1931年、社会的基督教聯盟を創設。翌1932年に『社会的基督教』を同連盟の機関誌として再創刊させる。だが折悪しく1935年2月18日に天皇機関説事件が起こり、美濃部門下であった中島もその災禍に見舞われる。その中で中島は自身の専門であった憲法学講義の禁止、自著『日本憲法論』の発禁という処分を受ける。さらに以降、終戦時まで中島は当局によって要注意人物として動向を監視・制限され続けることとなった。その中でも中島は社会的基督教の運動を守るために自身の『多元的国家論』に全体主義の肯定を付与し国体を支援・擁護する立場を取った。中島にとっては、あくまでも国家の形態研究における一論として全体主義国家の形質を加えただけのつもりであったが、周囲はこれを中島の変節ととり一部での非難を呼んだ。だが、このような非難を受けてまで守ろうとした運動は、しかして1942年3月に特別高等警察（以下、特高）からの警告によって強制解散に至ってしまう。そして失意の果て1944年に永らく患っていた結核の悪化を理由に関西学院大学を辞任し療養生活に入る。療養生活の中においても自家の玄関に「社会的基督教本部」の看板を度々掲げることがあり、近所の警察署より特高の刑事が事情聴取にやってきて家人が対応に苦慮し、妻子が中島の身を慮って彼に内緒で件の看板を表から外して家の内に隠す一幕もあったという。
第二次世界大戦（太平洋戦争・大東亜戦争）終結後となる1946年の初頭、中島は同志社に残留していた教え子らを通じて、同志社騒動における理事会による対応が不適切であった旨の謝罪とレッテルの撤回を伝えられ、彼らより同大への復帰を伏して要請され、これを快諾する。中島が同志社を辞してより17年目の和解となった。しかし病床の中島が同志社の教壇に復することは叶わず、同年5月3日、中島は結核の発作のために帰天する。今わの際に社会的基督教運動に関わった人々を枕辺に呼び「我が屍を乗り越えて進め」と遺言したと伝わる。

## 死後
中島の死に際して、同志社大学は大学葬をもって、これに報いた。
大学葬の司式は中島の遺言で、同志社出身にして関西学院大学教授（当時）の竹内愛二が行い、履歴紹介は神戸女学院の院長（当時）である溝口靖夫が務めた。門下を代表して弔辞を述べ帰天する師に惜別の言葉を贈ったのは田畑忍である。葬儀の後、中島は溝口ら縁者の計らいにより、実父である柳井らと同じく高梁におけるキリスト教思想の先達たちに倣い、高梁市頼久寺町にある高梁基督教会堂墓地に葬られた。
中島の唱えた社会的基督教の活動は、のちに竹内愛二・三浦靖一・溝口靖夫・嶋田啓一郎・涌井安太郎ら、戦前において中島と活動を共にしていた人員によって復興が試みられた。しかし戦後の高度成長期と、それに伴う社会情勢の急激な変化により、それは頓挫することになる。ただ、この活動の成果から竹内、嶋田は後に日本キリスト教社会福祉学会を立ち上げることとなり、日本の福祉の発展と社会福祉学構築に大きく寄与した。そのため、中島の存在は日本における同学問の黎明を成す、構築前史としての意味を持つこともある。
中島と同じく多元的国家論を掲げた高田保馬は、中島の死に際して関西学院大学新聞に追悼文を寄せた。そこで高田は中島を「学問上の真の同士」と呼び、自身と中島の論が相互影響の元にあることを明らかに示し「（中島）博士は諌の同士である。私も博士にとっての同士であったはずである」と確信をもって明言している。
同志社騒動当時、同志社大学における連合教授会の一員として理事会側につき中島の解職を推進させた南石福次郎は、のち『同志社新報』昭和38年5月15日号において『故中島重教授を忍ぶ』という回顧文を寄せ「中島氏の胸裡にあった霊と誠をもって神を拝すという、偽りなき心、純真なる信仰、射る矢にこむるますらおの意地ともいうべき熱烈なる学徒の意気が学園多数の学生をして中島に敬倒せしめたのである。それだけに筆者は中島氏を同志社より去らしめたかの連合教授会に自らその推進者の一人であったことを遺憾とする次第である」と彼の心の純粋なる信仰と信念を認め、当時の理事会に推されて下した中島解職の決定が本意ではなかった旨を明らかにした。
のちに編纂された『同志社百年史』には「新島だけではない。デービス、ラーネッド、デンドン、波多野、培根、堀貞一、中島重、南石福次郎といった教師たちが、いかに多くの同志社の学生生徒に、終生忘れえない感銘を与えてきたことか」と名を記された。このことは中島の存在が同志社の培ってきた歴史と思想において、現在もかけがえのないものであり続けていることを示している。

## 略歴
- 明治21年（1888年）5月3日：岡山県上房郡松山村広瀬に柳井重宜の三男として生まれる。生後間もなく、高梁町の獣医家・中島家に養子に出される。
- 明治40年（1907年）：旧制高梁中学校卒業。第六高等学校に進学。
- 明治43年（1910年）：故郷の高梁基督教会堂にて当時の高梁教会担当牧師であった溝口貞五郎によって受洗。第六高等学校卒業後、東京帝国大学法科大学に進学。
- 大正5年（1916年）：東京帝国大学法科大学を卒業。
- 大正6年（1917年）：帝大時代に知己を得た本郷教会牧師・海老名弾正の計らいにより同志社大学に法学部教授として就職。
- 大正11年（1922年）：『多元的国家論』を著し、関西の法学・政治学・社会学の各学会において気鋭の学者として注目を浴びる。
- 大正14年（1925年）：社会の貧困問題に研究焦点を当てて苦慮していた折、同志社に演説に来た賀川豊彦と機知を得る。同志社SCM指導教授となる。
- 昭和3年（1928年）：同志社騒動勃発。海老名弾正が同志社総長辞任に追い込まれる。理事会に対する抗議活動開始。
- 昭和4年（1929年）：同志社理事会・学部間連合教授会により同志社教授職を解職（強制罷免）されるに至る。同志社騒動の終焉。
- 昭和5年（1930年）：賀川の薦めにより関西学院に文学部の法科教授として就職。関西学院SCM指導教授となる。
- 昭和7年（1932年）：同志社に残留していた同士教授陣および関西学院の教授陣と共に社会的基督教聯盟を創設。
- 昭和10年（1935年）：天皇機関説事件勃発。国の大学諮問に対して堂々と天皇機関説を講じたため、憲法学講義禁止と著書発禁の処分に至り、当局監視下に置かれる。
- 昭和17年（1942年）：特高警察からの警告により、社会的基督教聯盟は強制解散となる。
- 昭和19年（1944年）：かねてからの結核の悪化を理由に関西学院大学を辞職。療養生活に入る。
- 昭和21年（1946年）：同志社より解職に対する謝罪および復帰要請がなされ、和解に至る。5月29日帰天。同志社大学葬により見送られる。

## 家族
実父である柳井重宜（やない しげのり、1850年 - 1922年）は、初代松山村戸長。のち岡山県議会議員、六十八銀行第2代頭取を歴任。高梁基督教会堂設立支援者の一人であり、地域の文明開化に尽力した人物。岡山県最初の女学校にして高梁市初の中等教育学校である順正女学校の第2代校長も務めた。貧民救済のために地域荒地の開拓開発や畜牛の交配改良も行い、岡山県畜産会の初代会長も務め岡山県の農業史・畜産史にその名を刻む。
長女の中西珠子は津田英学塾卒業後、戦中において実家で両親を助けたのちに、戦後GHQに勤務。その関係から日本の主権回復後、ILOに転じて東京支局次長となり、のちに津田塾大学理事から津田塾会理事長を務め、昭和後期・平成初期の政治家（参議院議員、公明党）となった。

## 主要著述

### 単著
- 『多元的国家論』(1922年)
- 『法理学概論』(1925年)
- 『日本憲法論』(1927年)
- 『発展する全体』(1939年)
- 『国家原論』(1941年)

### 発刊誌
- 機関誌『社会的基督教』

### 共著
- 『基督教の新建築』(1919年、久布白直勝らとの共著)